# Blankenburg (Zweisimmen)
Blankenburg (toponimo tedesco) è una frazione del comune svizzero di Zweisimmen, nel Canton Berna (regione dell'Oberland, circondario di Obersimmental-Saanen).

## Storia
Il castello di Blankenburg è stato la sede dell'amministrazione del distretto di Obersimmental fino alla sua soppressione nel 2009.

## Monumenti e luoghi d'interesse

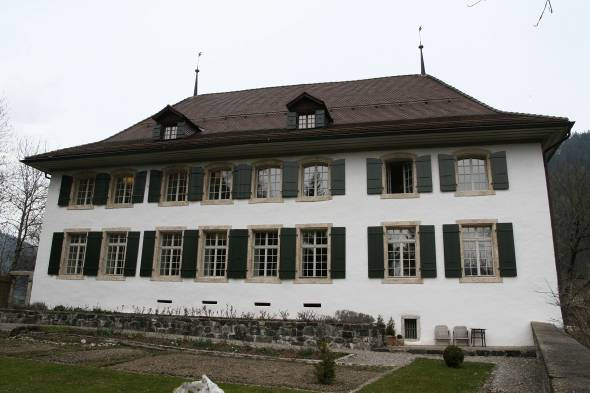
Il castello di Blankenburg

- Castello di Blankenburg, attestato dal 1329 e ricostruito nel 1768-1770[1].

## Infrastrutture e trasporti
Blankenburg è servito dall'omonima stazione sulla ferrovia Montreux-Oberland Bernese.